# Paleovarsoviella
Paleovarsoviella es un género de foraminífero bentónico de la subfamilia Paleovarsoviellinae, de la familia Globotextulariidae, de la superfamilia Ataxophragmioidea, del suborden Ataxophragmiina y del orden Loftusiida. Su especie tipo es Varsoviella pazdroae. Su rango cronoestratigráfico abarca desde el Campaniense hasta el Maastrichtiense (Cretácico superior).

## Discusión
Se ha propuesto Paleovarsoviella para sustituir a Varsoviella, el cual ha sido considerado homónimo posterior de Varsoviella Gieysztor & Wiszniewski, 1947. Por la misma razón, la subfamilia Paleovarsoviellinae ha sido propuesta para sustituir a la subfamilia Varsoviellinae. Clasificaciones previas hubiesen incluido Paleovarsoviella en el suborden Textulariina del orden Textulariida o en el orden Lituolida.

## Clasificación
Paleovarsoviella incluye a las siguientes especies:
- Paleovarsoviella kozminskii †
- Paleovarsoviella pazdroae †